# Centropogon (pez)
Centropogon es un género de peces de la familia Tetrarogidae, del orden Scorpaeniformes. Este género marino fue descrito por primera vez en 1860 por Albert Günther.

## Especies
Especies reconocidas del género:
- Centropogon australis (J. White, 1790)
- Centropogon latirons Mees, 1962
- Centropogon marmoratis Günther, 1862

### Lectura recomendada
- Hutchins, J. B. i K. N. Smith, 1991. A catalogue of type specimens of fishes in the Western Australian Museum. Records of the Western Australian Museum Suppl. Núm. 38: 1-56.
- Moore, G. I., J. B. Hutchins, K. N. Smith i S. M. Morrison, 2009. Catalogue of type specimens of fishes in the Western Australian Museum (Second Edition). Records of the Western Australian Museum Supplement Suppl. Núm. 74: vii + 1-69.
- Eschmeyer, W.N., 1990. Catalog of the genera of recent fishes. California Academy of Sciences, San Francisco, els Estats Units. 697 p. ISBN 0940228238.
- Gill, T. N., 1892. Notes on the Tetraodontoidea. Proceedings of the United States National Museum, vol. 14 (núm. 885): 705-720, Pl. 34.
- Wonham, M. J., J. T. Carlton, G. M. Ruiz i L. D. Smith, 2000. Fish and ships: relating dispersal frequency to success in biological invasions. Mar. Biol. 136(6):1111-1121. Pàg. 1114.
- Robins, C. R., R. M. Bailey, C. E. Bond, J. R. Brooker, E. A. Lachner, R. N. Lea i W. B. Scott, 1991. World fishes important to North Americans. Exclusive of species from the continental waters of the United States and Canada. Am. Fish. Soc. Spec. Publ. (21): 243 p. Pàg. 92.